# اندی پرایس
اندی پرایس (انگلیسی: Andy Price) موسیقی‌دان و آهنگساز اهل بریتانیا است.
از فیلم‌ها یا مجموعه‌های تلویزیونی که وی در آن‌ها نقش داشته‌است می‌توان به رابین هود، شاهد خاموش و سقوط شوالیه اشاره نمود.
وی در سال ۲۰۰۰ میلادی برنده جایزهٔ بفتا شد.